# 瓦氏擬白魚
瓦氏擬白魚（学名：Alburnoides varentsovi ）為輻鰭魚綱鯉形目雅羅魚科擬白魚屬的其中一種，分布於亞洲土庫曼斯坦阿什哈巴德卡河流域，體長可達9.1公分，棲息在溪流中底層水域，生活習性不明。

## 扩展阅读
維基物種上的相關：瓦氏擬白魚